# 劳德斯韦尔 (南卡罗来纳州)
劳德斯韦尔（英文：Lowndesville），是美国南卡罗来纳州下属的一座城市。城市类型是“Town”。其面积大约为0.78平方英里（2.01平方公里）。根据2010年美国人口普查，该市有人口128人，人口密度约为每平方 英里165.16人（约合每平方公里63.77人）。